# Frédéric Prinz von Anhalt
Hans Robert Lichtenberg (Bad Kreuznach; 19 de junio de 1943) más conocido como Frédéric Prinz von Anhalt, es un hombre de negocios alemán, conocido por ser el noveno y último esposo de la actriz Zsa Zsa Gabor y por haber sido adoptado a una edad adulta por la princesa María Augusta de Anhalt, en 1980.

## Biografía

### Primeros años
Frédéric Prinz von Anhalt nació como Hans Robert Lichtenberg en Bad Kreuznach, Rhineland, Alemania, como uno de los cinco hijos de Ferdinand y Barbara Lichtenberg. Von Anhalt declaró que su padre fue un jefe de policía de Frankfurt. Se capacitó como panadero y trabajó en el mercado de su ciudad, después de lo cual gestionó varios locales de prostitución en la región de Württemberg

### Adopción y título
Su discutida conexión con la aristocracia se produjo a una edad adulta y no es producto de su origen familiar. Hijo de un oficial de policía, fue adoptado en 1980 por la princesa María Augusta de Anhalt (1898-1983), y gracias a ello tomó el apellido Prinz von Anhalt, de origen noble pero que actualmente carece de tal valor en Alemania.  
A su vez, María Augusta, era nacida princesa de Anhalt y recibió el título de princesa de Prusia en 1916 gracias a su matrimonio con el príncipe Joaquín de Prusia, el hijo más pequeño del emperador Guillermo II de Alemania.  El príncipe Joaquín se suicidó en 1920 después de 4 años de matrimonio. El nieto de ambos, el príncipe Francisco Guillermo de Prusia contrajo matrimonio con la pretendiente al trono de Rusia, la Gran Duquesa María Vladimirovna de Rusia. Posteriormente, en 1926, María Augusta se casó con Johannes-Michael Freiherr von Loën, de quien se divorció en 1935.
Tras su adopción por la princesa María Augusta, Lichtenberg tomó el nombre de Frédéric Prinz von Anhalt, conocido también como Frédéric von Anhalt. Esta adopción y el cambio de nombre no le confieren ningún título nobiliario, puesto que se asume que no es familiar con los tecnicismos de la adopción tradicional, por lo cual las frecuentes referencias a él en forma de príncipe son incorrectas. Prinz von Anhalt es un apellido y no un título, tal y como lo indican las leyes alemanas en relación con la antigua nobleza. Adicionalmente a las convenciones que prohíben el traspaso de títulos alemanes a personas adoptadas (excepto para los individuos que tengan algún parentesco consanguíneo con el adoptante) la familia Anhalt no incluye a Frédéric Prinz von Anhalt como un miembro.
Algunos reportes indican que Prinz von Anhalt fue un masajista, que dijo ser amigo del único hijo de la princesa María Augusta, el príncipe Carlos de Prusia (1916-1975), y que la afligida madre bondadosamente le adoptó dándole el nombre de Príncipe Frédéric von Anhalt de Múnich, duque de Sajonia. Estos reportes indican que la prensa británica publicó que la princesa María Augusta estaba en bancarrota y que la adopción fue, aparentemente, una transacción de negocios. La transacción fue manejada por Hans Hermann Weyer, un ex decorador de escaparates que llegó a ser cónsul honorario de Bolivia en Luxemburgo y que llegó a ser conocido en los años 1960 por vender certificados nobiliarios, doctorados de universidades inventadas y otras condecoraciones en Alemania.

## Matrimonio con Gabor
En 1984, von Anhalt se mudó a Estados Unidos, convirtiéndose en socialite y llevando una vida extravagante. El 14 de agosto de 1986, se casó con la actriz húngara-estadounidense Zsa Zsa Gabor, quien era 26 años mayor que él. Era su séptimo matrimonio: se había casado y divorciado seis veces, en una ocasión recibiendo 4 millones tras un divorcio.
Era el noveno matrimonio de Gabor, pero legalmente el octavo, ya que su matrimonio con Felipe de Alba había sido anulado, ya que todavía había estado casada con Michael O'Hara en ese momento. También se convirtió en su matrimonio más longevo. «No nos casamos por amor», dijo von Anhalt. «Era una amistad, pero cuando estás con alguien por un cierto periodo de tiempo te enamoras.»
Gabor declaró que, poco después de su matrimonio, estuvo cerca de arreglarle una adopción a von Anhalt por parte de un miembro anónimo de la Familia real británica.
Desde la muerte de Gabor en diciembre de 2016, von Anhalt ha heredado su mansión de Bel Air y todas sus propiedades al ser el único heredero. Von Anhalt declaró que la ya fallecida hija de Gabor, Francesca Hilton, robó el testimonio de su madre cuando ésta estaba hospitalizada, pero debido a su muerte en enero de 2015, este no interfirió con la adquisición por parte de von Anhalt de todas sus propiedades.

## Candidaturas a puestos públicos
El 16 de febrero de 2010, von Anhalt anunció su candidatura para Gobernador de California, presentándose como candidato independiente contra Meg Whitman y Jerry Brown en las elecciones de 2010. Se retracto de su candidatura el 2 de agosto de 2010, citando problemas por la salud de su esposa.
En octubre de 2011, anunció su candidatura como Alcalde de Los Ángeles en las elecciones de 2013. Aunque su candidatura no prosiguió.
Von Anhalt expresó su apoyo a Donald Trump en varias entrevistas y apariciones televisivas alemanas.
El 18 de septiembre de 2017, von Anhalt anunció otra vez su candidatura como Gobernador de California, esta vez en las elecciones de 2018.

## Vida personal

### Confrontación con la hija de Gabor
La hija de Zsa Zsa Gabor, la fallecida Francesca Hilton, declaró que von Anhalt había comprometido la dignidad, seguridad y salud de su madre por atención y beneficios. Hilton declaró que von Anhalt había prohibido a Gabor tener visitas, incluyendo a su hija.
Hilton también alegó que él había formado un ambiente circense alrededor de la salud de su madre, tenía planes para preservar el cuerpo de su madre para ser mostrado al público, y declaró que Gabor quería ser madre de un niño a los 94 años, lo cual describió como "muy raro." Hilton se mantuvo preocupada por la salud, propiedades y fortuna de su madre.
Hasta su muerte, la relación entre Hilton y von Anhalt había sido agridulce hasta hacía una década. En 2005, le presentó una demanda a Hilton, declarando que había intentado defraudar a su madre. Sin embargo, Gabor se negó a firmar los papeles de la demanda de su esposo hacia su hija así que el juzgado rechazó la demanda.

### Aventura con Anna Nicole Smith
El 9 de febrero de 2007, von Anhalt declaró que había tenido una aventura de una década con Anna Nicole Smith y podría ser el padre de Dannielynn Birkhead, pero en marzo, fue determinado que el exnovio de Smith, Larry Birkhead, era el padre biológico.

### Robo
El 25 de julio de 2007, mientras estaba sentado en su Rolls-Royce Phantom en California del Sur, a von Anhaltse le acercaron tres mujeres a las que describió como atractivas. Dijo que le habían pedido posar en fotos con ellas, cuando le robaron sus pertenencias a punta de pistola, llevándose las llaves de su coche, la cartera, su licencia de conducir y su ropa. Según von Anhalt, sus asaltantes lo amordazaron y le pusieron unas esposas, aun así fue capaz de llamar a las autoridades. La policía de Los Ángeles lo encontró completamente desnudo una hora más tarde. La esposas no fueron encontradas en la escena del crimen y las asaltantes huyeron en un convertible Chrysler.

## Adopciones
Junto a Gabor, von Anhalt ha adoptado a unos 10 hombres. Entre ellos figuran; 
- Oliver Prinz von Anhalt (nombre de nacimiento: Oliver Bendig)
- Marcus Prinz von Anhalt (nombre de nacimiento: Marcus Eberhardt)
- Michael Prinz von Anhalt (nombre de nacimiento: Michael Killer)
- Markus Prinz von Anhalt Maximiliano (nombre de nacimiento: Markus Chapelar)
- Fernando Prinz von Anhalt (nombre de nacimiento: Markus Wölfert)
- Fabrice Prinz von Anhalt (nombre de nacimiento: Fabrice Sonntag)
- Albrecht Prinz von Anhalt (nombre de nacimiento: Albrecht Alexander Wessel)
- Kevin Prinz von Anhalt (nombre de nacimiento: Kevin Feucht)

Además de vender su nombre en matrimonio, von Anhalt ha vendido unos 68 "títulos de caballero" por 50.000 dólares la pieza.